# 프로젝트 (드라마)
《프로젝트》는 1996년 3월 6일부터 1996년 4월 25일까지 방영된 KBS 2TV 수목 미니시리즈로, 국제 무역전쟁을 배경으로 세 젊은이의 진정한 우정과 사랑을 그리는 것이 주요 내용이며 삼성전자의 거액협찬을 받았다.

## 등장 인물
- 최수종 : 박형우 역
- 황인성 : 안상훈 역
- 전도연 : 유현정 역
- 전혜진 : 지영 역
- 이태림 : 재원 역
- 김현숙
- 김시원
- 윤다훈
- 이희도
- 한인수
- 손호균
- 맹상훈
- 송기윤
- 김정균
- 임혁주
- 임혁
- 송재호
- 김성원
- 박웅
- 정해창
- 선우용녀
- 민지환
- 김성겸
- 선동혁
- 김시원
- 홍일권

## 참고 사항
- 배우 캐스팅의 어려움이 있었는데 담당 PD 윤용훈의 부인상을 당하는 일[1]까지 겹쳐 촬영에 차질이 생기게 되자 첫 방영일이 1996년 1월에서 3월로 미루어지게 되었다.
- 당초 유현정 역은 지수원이 낙점됐으나 KBS 드라마본부 측에서 “비련을 겪는 여주인공으로서는 이미지가 맞지 않는다”는 판단으로 전도연이 대타로 들어갔다.[2]
- MBC 공채 탤런트 출신인 황인성은 캐스팅 과정에서 MBC 드라마본부 측과 마찰을 있었다.
- 해외에서 제작된 점을 감안하더라도 납치나 총격전은 홍콩 갱 영화를 연상시킨다는 지적과[3] 폭력배들이 각목을 휘두르며 잔인하게 싸우는 모습을 다루어 비난을 샀다.
- 구성이나 편집, 출연진의 연기가 허술하기 짝이 없었으며 기업드라마라 하기엔 주인공들의 사랑과 갈등이 너무 큰 비중을 차지하고 기업조작의 성격 및 생리, 활동 등에 대한 조사도 치밀하지 못했다는 평가를 받기도 했다.[3]